# Bajram Fetai
Bajram Fetai (mac. Бајрам Фетаи; ur. 7 września 1985 w Tetowie) – duński piłkarz, trener piłkarski i aktor pochodzenia macedońsko–albańskiego, były członek duńskich reprezentacji U-19 i U-20, w latach 2010–2013 reprezentant Macedonii.
Wcielił się w rolę Floriego w 1. i 2. odcinku duńskiego serialu Kowbojka z Kopenhagi.